# ユネスコ親善大使
ユネスコ親善大使（ユネスコしんぜんたいし、英: UNESCO Goodwill Ambassador）は、国際連合教育科学文化機関（UNESCO）の目指す理想や考え方を広げる役割を担った親善大使である。マスメディアの注目を得ている著名人がその任に着く場合もある。「大使」との名称を用いているが、国際法・国内法上の外交官である大使（特命全権大使など）ではない。

## 現在のユネスコ親善大使
以下に、現在のユネスコ親善大使の一覧を示す。姓の五十音順（ただし、王族は名前）。
| 氏名                               | 国                         | 就任   | 支援するプロジェクト及び活動                                                     | リンク |
| ---------------------------------- | -------------------------- | ------ | -------------------------------------------------------------------------------- | ------ |
| ヴァルダス・アダムクス             | リトアニア                 | 2003年 | 知識社会の構築                                                                   |        |
| ヤリッツァ・アパリシオ             | メキシコ                   | 2019年 | 先住民族                                                                         |        |
| アラ・アブラミアン                 | ロシア                     | 2003年 | 文明間の対話                                                                     |        |
| クリスティアン・アマンプール       | イギリス アメリカ合衆国    | 2015年 | 表現の自由及びジャーナリストの安全                                               |        |
| メティン・アルディティ             | スイス                     | 2004年 | 名誉親善大使・知的対話                                                           |        |
| メフリバン・アリエヴァ             | アゼルバイジャン           | 2004年 | 口承音楽の伝統、国際的な文化交流及び音楽教育の振興                               |        |
| ビタリ・イグナテンコ               | ロシア                     | 2008年 | ロシア語圏における教育科学文化情報振興                                           |        |
| フォレスト・ウィテカー             | アメリカ合衆国             | 2011年 | コミュニティー内及びコミュニティー間の平和と和解のための教育                     |        |
| ミゲル・アンヘル・エストレージャ   | アルゼンチン               | 1989年 |                                                                                  |        |
| スマヤ・エル＝ハッサン王女         | ヨルダン                   | 2017年 | 平和のための科学                                                                 |        |
| アレクサンドラ・オチローヴァ       | ロシア                     | 2012年 |                                                                                  |        |
| ウテ・ヘンリエッテ・オホーヴェン   | ドイツ                     | 1992年 | 児童教育基金                                                                     |        |
| ピエール・カルダン                 | フランス                   | 1991年 | チェルノブイリ被害者救済とその他の人道的プログラム                               |        |
| クラウディア・カルディナーレ       | イタリア                   | 2000年 | 教育を通した（特に、地中海沿岸諸国の）女性の権利保護                             |        |
| カロリーヌ公女                     | モナコ                     | 2003年 | アフリカにおける女性の地位向上及び児童と家族の保護                               |        |
| ディーヤ・カーン                   | ノルウェー                 | 2016年 | 芸術における自由と創造性                                                         |        |
| イヴリー・ギトリス                 | イスラエル                 | 1990年 | 教育及び文化プロジェクト                                                         |        |
| ムワイ・キバキ                     | ケニア                     | 2016年 | アフリカにおける水資源                                                           |        |
| ニザン・グゥアナース               | ブラジル                   | 2011年 |                                                                                  |        |
| エスター・クーパースミス           | アメリカ合衆国             | 2009年 |                                                                                  |        |
| ベアテとセルジュ・クラルスフェルト | フランス ドイツ イスラエル | 2015年 | ホロコーストの歴史教育と大量虐殺防止                                             |        |
| ミンチメル・シャイミーエフ         | ロシア                     | 2017年 | 知的対話                                                                         |        |
| ジャン・ミッシェル・ジャール       | フランス                   | 1993年 | 環境保護、青少年教育、多文化主義、識字率向上                                     |        |
| マハー・チャクリ・シリントン王女   | タイ                       | 2005年 | 少数民族児童及び無形文化遺産の保護                                               |        |
| ジャクリーヌ（ジャッキー）・シルバ | ブラジル                   | 2009年 | スポーツ推進を通じた人道的プロジェクト                                           |        |
| ハヤット・シンディ                 | サウジアラビア             | 2012年 | アラブ人女性のための科学教育振興                                                 |        |
| エドヴァ・セール                   | フランス イスラエル        | 2017年 | 平和文化の手段としての文化と社会的包摂の対話                                     |        |
| 千玄室                             | 日本                       | 2012年 | 日本の伝統文化である茶会などを通して、世界に平和の尊さと文化の大切さを広めること |        |
| ダナ・フィラス王女                 | ヨルダン                   | 2017年 | 持続可能な観光振興による文化保全・保護                                           |        |
| 譚盾                               | 中華人民共和国             | 2013年 | 音楽を通した知的対話                                                             |        |
| マハ・エル=カリル・チャラビー      | レバノン                   | 2016年 | 文化遺産維持振興                                                                 |        |
| ズラブ・ツェレテリ                 | ジョージア                 | 1996年 | 文化および芸術プロジェクト                                                       |        |
| シェイック・モディボ・ディアラ     | マリ                       | 1998年 | アフリカにおける科学技術教育振興                                                 |        |
| マリア・テレサ大公妃               | ルクセンブルク             | 1997年 | 教育及び女性の権利向上、マイクロファイナンス、貧困撲滅キャンペーン               |        |
| サリフ・トラオレ                   | コートジボワール           | 2012年 | 文学振興・困窮地域の差別と不正抑止                                               |        |
| シャイハ・モーザ・ビント・ナーセル | カタール                   | 2003年 | 基礎及び高等教育推進                                                             |        |
| ナディア・ナディム                 | デンマーク                 | 2019年 | スポーツ振興とジェンダー平等推進                                                 |        |
| イボンヌ・A・バキ                  | エクアドル                 | 2010年 | 平和                                                                             |        |
| バヒーヤ・ハリーリー               | レバノン                   | 2000年 | 世界遺産の保護及びアラブ世界における教育・文化・女性の権利・持続可能な開発       |        |
| ナセル・デビッド・ハリリ           | イギリス                   |        |                                                                                  |        |
| マリアンナ・ヴァルディノヤニス     | ギリシャ                   | 1999年 | 文化間の対話、女性の権利保護、文化オリンピック振興                               |        |
| ジャンカルロ・エリア・ヴァローリ   | イタリア                   | 2001年 | 伝統民族詩歌保護                                                                 |        |
| ハービー・ハンコック               | アメリカ合衆国             | 2011年 | 対話・文化芸術を通した平和振興                                                   |        |
| ジュディス・ピザール               | アメリカ合衆国             | 2017年 | 文化の多様性と文化外交                                                           |        |
| シャンタル・ビヤ                   | カメルーン                 | 2008年 | HIV教育・啓発及び予防活動                                                        |        |
| ミル・ヴィレラ                     | ブラジル                   | 2004年 | ラテン・アメリカにおけるボランティア・プロジェクト及び初等教育推進               |        |
| キム・フック・ファン・ティ         | ベトナム                   | 1994年 | 児童・孤児・無実の戦争被害者の保護及び教育                                       |        |
| フィリヤル王女                     | ヨルダン                   | 1992年 | 人道支援及び生活水準向上等                                                       |        |
| ヴィグディス・フィンボガドゥティル | アイスランド               | 1998年 | 言語の多様性、女性の権利、教育の振興                                             |        |
| ヴャチェスラフ・フェティソフ       | ロシア                     | 2004年 | 体育教育とスポーツ振興による将来世代向けの未来創造                               |        |
| マリア・フランチェスカ・メルローニ | イタリア                   | 2017年 | 持続可能な都市開発の戦略要因としての創造性推進                                   |        |
| ファン・ディエゴ・フローレス       | ペルー                     |        |                                                                                  |        |
| ローラ・ブッシュ                   | アメリカ合衆国             | 2003年 | 読書による教育振興と文学                                                         |        |
| セルゲイ・ブブカ                   | ウクライナ                 | 2003年 | スポーツとオリンピック精神を通じた平和と忍耐の振興                               |        |
| ピエール・ベルジェ                 | フランス                   | 1993年 | 人権擁護及びHIV/AIDS撲滅                                                         |        |
| 彭麗媛                             | 中華人民共和国             | 2014年 | 女性・少女教育振興                                                               |        |
| パトリック・ボードレー             | フランス                   | 1999年 | 児童教育プログラム                                                               |        |
| ラバー・マジェール                 | アルジェリア               |        |                                                                                  |        |
| デニス・マツーエフ                 | ロシア                     | 2014年 | 音楽教育の振興                                                                   |        |
| ジャン・マロリー                   | フランス                   | 2007年 | 北極圏の民族と文化の保護、環境問題                                               |        |
| ヴェラ・ミカルスキー=ホフマン      | スイス                     | 2016年 | 文学創造及び読書習慣                                                             |        |
| ヴィック・ムニーズ                 | ブラジル                   | 2011年 |                                                                                  |        |
| キティン・ムニョス                 | スペイン                   | 1997年 | 無形文化財とその環境の保護及び振興                                               |        |
| オスカル・メツァヴァト             | ブラジル                   | 2011年 | 若者にプライオリティーを置いた平和の文化、社会的包摂、持続的開発                 |        |
| ラーラ・メリヤム王女               | モロッコ                   | 2001年 | 女性と児童の権利向上                                                             |        |
| リゴベルタ・メンチュウ・トゥム     | グアテマラ                 | 1996年 | 平和文化の振興、先住民族の権利保護                                               |        |
| マルク・ラドレ=ド=ラシャリエール   | フランス                   | 2009年 |                                                                                  |        |
| スサーナ・リナルディ               | アルゼンチン               | 1992年 | 児童保護、人権救済、芸術家の権利保護                                             |        |
| オメル・ズルフ・リバネリ           | トルコ                     | 1996年 |                                                                                  |        |
| ローレンティン王子妃               | オランダ                   | 2009年 | 文学振興                                                                         |        |
| アンドレス・ロメール               | メキシコ                   | 2017年 | 教育を通じた自由と多様性のある社会                                               |        |

## 過去のユネスコ親善大使
過去の「ユネスコ平和芸術家（UNESCO Artist for Peace）」も含む。
| 氏名                                   | 国                          | 在任期間      | 支援していたプロジェクト及び活動                                   | リンク |
| -------------------------------------- | --------------------------- | ------------- | ------------------------------------------------------------------ | ------ |
| アリシア・アロンソ                     | キューバ                    | 2002年-2019年 | 有形無形文化財の保存                                               |        |
| フリオ・ウェルテイン                   | アルゼンチン                | 1995年-2013年 | ラテンアメリカにおける文化保護、教育振興、環境保護                 |        |
| クリスティーナ・オーウェン＝ジョーンズ | イタリア                    | 2004年        | HIV/AIDS予防教育プログラム                                         |        |
| モンセラート・カバリェ                 | スペイン                    | 1994年-2018年 | 恵まれない子供たちと戦争被害者のための基金                         |        |
| マリーン・コンスタンティン             | ルーマニア                  | 1992年-2011年 | 音楽と世界遺産                                                     |        |
| ヤジド・サベグ                         | アルジェリア                | 2010年        | 若年層・文化多様性・知識のデジタル化                               |        |
| ガッサン・シェーカー                   | オマーン                    | 1989年-2011年 | 人道支援基金、口承無形文化財保護                                   |        |
| ウォーレ・ショインカ                   | ナイジェリア                | 1994年-2009年 | アフリカ文化、情報・コミュニケーション振興、世界科学知識倫理委員会 |        |
| 城之内ミサ                             | 日本                        | 2006年-       | 無形有形文化財保護                                                 |        |
| マダンジート・シン                     | インド                      | 2000年-2013年 | 非暴力平和主義、南アジア文化教育プロジェクト                       |        |
| サニー・バーキー                       | インド                      | 2012年        | アラブ首長国連邦における教育振興                                   |        |
| クリスティーン・ハキム                 | インドネシア                | 2008年        | 東南アジアにおける教員教育                                         |        |
| 平山郁夫                               | 日本                        | 1988年-2009年 | 世界遺産保護修復                                                   |        |
| リリー・マリーニョ                     | ブラジル                    | 1999年-2011年 | 貧困からの解放と識字率向上                                         |        |
| ネルソン・マンデラ                     | 南アフリカ共和国            | 2005年-2013年 |                                                                    |        |
| ユーディ・メニューイン                 | スイス イギリス             | 1992年-1999年 |                                                                    |        |
| コン・リー                             | 中華人民共和国 シンガポール | 2000年-       | 平和のための芸術活動                                               |        |
| ムスティスラフ・ロストロポーヴィチ     | アメリカ合衆国              | 1998年-2007年 | 教育文化プロジェクト                                               |        |